# Trophée Jesse-Owens
Le Trophée Jesse-Owens (en anglais : Jesse Owens Award), créé en 1981, est la plus haute récompense décernée chaque année par l'USA Track & Field, la fédération d'athlétisme américaine. 
Le premier récipiendaire de ce trophée est le « hurdler » Edwin Moses. À partir de 1996, l'USA Track & Field, récompense un homme et une femme chaque année. Depuis 2013, le trophée décerné aux athlètes féminines est le « Trophée Jackie Joyner-Kersee ».

## Récipiendaires
| Année | Athlète                  | Athlète                  | Réf.   | Réf. |
| ----- | ------------------------ | ------------------------ | ------ | ---- |
| 1981  | Edwin Moses              | Edwin Moses              |        |      |
| 1982  | Carl Lewis               | Carl Lewis               |        |      |
| 1983  | Mary Decker              | Mary Decker              |        |      |
| 1984  | Joan Benoit              | Joan Benoit              |        |      |
| 1985  | Willie Banks             | Willie Banks             |        |      |
| 1986  | Jackie Joyner-Kersee     | Jackie Joyner-Kersee     |        |      |
| 1987  | Jackie Joyner-Kersee     | Jackie Joyner-Kersee     |        |      |
| 1988  | Florence Griffith Joyner | Florence Griffith Joyner |        |      |
| 1989  | Roger Kingdom            | Roger Kingdom            |        |      |
| 1990  | Lynn Jennings            | Lynn Jennings            |        |      |
| 1991  | Carl Lewis               | Carl Lewis               |        |      |
| 1992  | Kevin Young              | Kevin Young              |        |      |
| 1993  | Gail Devers              | Gail Devers              |        |      |
| 1994  | Michael Johnson          | Michael Johnson          |        |      |
| 1995  | Michael Johnson          | Michael Johnson          |        |      |
| Année | Hommes                   | Femmes                   |        |      |
| 1996  | Michael Johnson          | Gail Devers              |        |      |
| 1997  | Allen Johnson            | Marion Jones             |        |      |
| 1998  | John Godina              | Marion Jones             |        |      |
| 1999  | Maurice Greene           | Inger Miller             |        |      |
| 2000  | Angelo Taylor            | Stacy Dragila            |        |      |
| 2001  | John Godina              | Stacy Dragila            |        |      |
| 2002  | Tim Montgomery           | Marion Jones             |        |      |
| 2003  | Tom Pappas               | Deena Kastor             |        |      |
| 2004  | Justin Gatlin            | Joanna Hayes             |        |      |
| 2005  | Justin Gatlin            | Allyson Felix            |        |      |
| 2006  | Jeremy Wariner           | Sanya Richards           |        |      |
| 2007  | Tyson Gay                | Allyson Felix            |        |      |
| 2008  | Bryan Clay               | Stephanie Brown Trafton  |        |      |
| 2009  | Tyson Gay                | Sanya Richards           |        |      |
| 2010  | David Oliver             | Allyson Felix            |        |      |
| 2011  | Jesse Williams           | Carmelita Jeter          |        |      |
| 2012  | Ashton Eaton             | Allyson Felix            |        |      |
| 2013  | LaShawn Merritt          | Brianna Rollins          |        |      |
| 2014  | Mebrahtom Keflezighi     | Jennifer Simpson         |        |      |
| 2015  | Ashton Eaton             | Allyson Felix            | [ 4 ]  |      |
| 2016  | Matthew Centrowitz       | Michelle Carter          | [ 5 ]  |      |
| 2017  | Sam Kendricks            | Emma Coburn              | [ 6 ]  |      |
| 2018  | Noah Lyles               | Shelby Houlihan          | [ 7 ]  |      |
| 2019  | Donavan Brazier          | Dalilah Muhammad         | [ 8 ]  |      |
| 2021  | Ryan Crouser             | Sydney McLaughlin        | [ 9 ]  |      |
| 2022  | Noah Lyles               | Sydney McLaughlin        | [ 10 ] |      |
| 2023  | Noah Lyles               | Sha'Carri Richardson     | [ 11 ] |      |